# لو فان بورک
لو فان بورک (انگلیسی: Lou van Burg; ۲۵ اوت ۱۹۱۷ – ۲۶ آوریل ۱۹۸۶) یک شخصیت تلویزیونی، خواننده و مجری برنامه‌های بازی در آلمان دوران حرفه ای موفقی داشت. وی اصالت هلندی داشت.
از فیلم‌ها یا برنامه‌های تلویزیونی که وی در آن نقش داشته‌است می‌توان به دهه پنجاه وحشی اشاره کرد.